# Wayne Grayson
Wayne Grayson (nacido como Vinnie Penna, Nueva York, 22 de septiembre de 1974) es un actor de voz y director estadounidense conocido principalmente por su trabajo en 4Kids Entertainment, Central Park Media, Media Blasters, NYAV Post y DuArt Film and Video.

## Filmografía

### Series Animadas
- Astonishing X-Men - Wing
- Astroblast! - Cometa
- Chaotic - Maglax, Owis, SlickNick.
- G.I. Joe: Sigma 6 - Buzzer
- Kappa Mikey - Voces adicionales.
- Vídeo Brinquedo - Marcell Toing
- Las Tortugas Ninja (2003) - Michelangelo, Gruell, Blobboid, Metalhead.
- Kid-E-Cats - Tío Muffin
- Mia et le Migou - Voces adicionales.
- Octonautas - Peso (Versión EE. UU.)
- TMNT: Back to the Sewer - Cyber Shredder
- Turtles Forever - Cyber Shredder, Shredder, Megatron, Zombie Michelangelo, Mikey en la marcha del pie, voces adicionales.
- Thumb Wrestling Federation - Vini Vidi Victory, Unit 19G, Gary el interno, Sir Serpent.
- Winx Club - Tim (Timmy) (Season 7, DuArt).[1]

### Acción real
- Beautiful Beast - Shui (voz: doblaje al inglés)
- Close Your Eyes and Hold Me - Takayanagi (voz: doblaje al inglés)
- Exorcists Local 667 - Flammi/Flammius
- Ultraman Tiga - Daigo Madoka/Ultraman Tiga

### Documental
- Adventures in Voice Acting - Él mismo